# Yorki György angol királyi herceg
Yorki György (1477 március – 1479 március) angol királyi herceg, Bedford 1. hercege, IV. Edward király és Elizabeth Woodville fia.

## Élete
A királyi pár harmadik, egyben utolsó fiaként és nyolcadik gyermekeként született a windsori kastélyban, 1477 márciusában. Nővérei Erzsébet, Mária, Cecília, Margit és Anna. Két bátyja Eduárd és Richárd. Két húga Katalin és Brigitta.
György 1478-ban, még csecsemőként megkapta a bedfordi hercegséget, míg két bátyja volt Wales és York hercege. Ezenfelül az Írország főispánja címet is birtokolhatta. Mindössze kétéves korában, 1479 márciusában meghalt. A windsori kastély Szent György-kápolnájában temették el.